# クルト・シュヴィッタース
クルト・シュヴィッタース（Kurt Schwitters、1887年6月20日 ハノーファー - 1948年1月8日 ケンダル (en)）は、ドイツの芸術家・画家。全名はクルト・ヘルマン・エドゥアルト・カール・ユリウス・シュヴィッタース（Kurt Hermann Eduard Karl Julius Schwitters）。
シュヴィッタースはダダイスム、構成主義、シュルレアリスムなど近代美術の様々な芸術運動で活躍した。また絵画以外にも詩、音響、彫刻、グラフィックデザイン、タイポグラフィ、パフォーマンスなど様々な手法を用いている。
最も有名な作品群は、廃物などを利用したコラージュ「メルツ絵画」であるが、その他にもインスタレーションの先駆けと言える「メルツ建築」（メルツバウ、Merzbau）、サウンドアートの先駆けと言える音響詩「ウルソナタ」（ウアソナタ、Ursonate）などを手がけた。

## 前半生とダダイスム
クルト・シュヴィッタースは1887年6月20日、ドイツ北部ハノーファー市のルーマン通り2番地で、婦人服店を経営する父エドヴァルド・シュヴィッタースと母ヘンリエッテ（旧姓ベッケマイヤー）の一人息子として生まれた。両親は1898年に店を売り、その金でハノーファー市内の5つの不動産を買って、人に貸して生活した。クルトはドイツを離れるまでずっとこの収入で暮らした。1901年、家族はヴァルド通り（後のヴァルドハウゼン通り）5番地へ移った。この家が、後にクルトがメルツバウへと改造する住宅である。同じ1901年、クルトは最初のてんかんの発作に襲われたが、このため彼は第一次世界大戦の末期に徴兵基準が緩和されるまで、徴兵の対象とならずに済んだ。
シュヴィッタースはドレスデンの芸術アカデミーで学んだ。同時期の学生にオットー・ディクスやジョージ・グロスもいたが、シュヴィッタースは彼らやドレスデンの芸術家グループ・ブリュッケには気付かなかったと見られる。1909年にハノーファーに戻った彼は、ポスト印象派の画家として活動を開始した。しかし第一次世界大戦が進むにつれ、作品は暗さを増し、次第に表現主義の色彩を帯びるようになった。1918年頃には、大戦末期のドイツの軍事・政治・経済の崩壊の影響を受けて彼の作品は完全に変化した。シュヴィッタースは後にこう語った。
シュヴィッタースは戦争の間のほとんどの時期を、ハノーファー郊外の工場の製図工として過ごした。1917年3月には第73ハノーファー連隊に徴兵されるが、6月には不適格として兵役を免除された。製図工としての経験は、機械を人間の活動のメタファーとして使う、後の作品制作に影響し、後に彼はこの当時を「機械への愛を感じ、機械は人間の精神を抽象化したものだと気づいた」と語っている。
1915年10月5日、従姉妹のヘルマ・フィッシャーと結婚した。長男ゲルトは1916年9月9日、生まれてから1週間もたたないうちに死亡した。二男エルンストは1918年11月16日に生まれ、クルトが没するまで、英国亡命時も含めて共に過ごした。

### デア・シュトゥルムとダダイスム
1918年2月のハノーファー分離派展で表現主義の絵画作品を展示した後、シュヴィッタースは表現主義を擁護する批評活動を行っていた芸術家ヘルヴァルト・ヴァルデン（Herwarth Walden）と知り合いになり、6月にはベルリンにあったヴァルデンの画廊「デア・シュトゥルム」（Der Sturm、「嵐」）で2枚の抽象的な表現主義的風景画を展示した。これが、デア・シュトゥルム周辺に集まっていたベルリンのアバンギャルドのメンバーたち、ラウル・ハウスマン、ハンナ・ヘッヒ、ハンス（ジャン）・アルプらとその秋に知り合うきっかけになった。
1919年頃までシュヴィッタースは表現主義の作品制作を続けていたが（一方で写実主義の絵画作品も没するまで制作し続ける）、特にアルプの作品に影響された抽象的なコラージュが1918年の暮れには制作されている。この作品を作る際、彼が目をとめた紙の破片に書かれていた「メルツ」の文字（「Commerz Und Privatbank」という銀行名のうちの「merz」の部分）から、彼はこの作品に『メルツ絵画』（Das Merzbild）と題を付けた。1919年6月には「デア・シュトゥルム」で最初の個展を開催し、8月にはヴァルデンが発行するギャラリーと同名の批評誌「デア・シュトゥルム」で『アンナ・ブルーメに』（An Anna Blume）と題して愛を描いた不条理なナンセンス詩を発表し、彼は有名人となる。

### ダダとメルツ
シュヴィッタースは1918年末または1919年初頭に、ベルリン・ダダへの参加を打診している。ラウル・ハウスマンによれば、リヒャルト・ヒュルゼンベック（Richard Huelsenbeck）は、シュヴィッタースがデア・シュトゥルムや表現主義に関わりを持っていることを理由に拒否した。彼らダダイストにとって、表現主義は救いがたくロマン主義的で、美学に取り憑かれているとみられていた。
ベルリン・ダダの活動に直接参加しなかったものの、彼はダダイスムのアイデアを作品に採り入れ、1919年に出版したアーティストブック『アンナ・ブルーメ、詩集』（Anna Blume, Dichtungen）では赤い字で大きく「ダダ」（dada）の文字をあしらい、後にはテオ・ファン・ドゥースブルフ、トリスタン・ツァラ、ラウル・ハウスマン、ハンス・アルプらとヨーロッパ各地のダダ・リサイタルを通じて交流した。シュヴィッタースの作品は、政治的でアジプロ（扇動と宣伝）を通じたアプローチを行うベルリン・ダダより、パフォーマンスと抽象芸術に重きを置くチューリヒ・ダダと様々な点で共通点があり、ツァラらが発行していたチューリヒ・ダダ最後の雑誌「デア・ツェルトヴェーグ」（der Zeltweg）1919年11月号でもゾフィー・トイバーとジャン・アルプの夫妻とともに作品が紹介された。ジョン・ハートフィールドやジョージ・グロスといったベルリン・ダダの主要作家たちに比べると政治的色彩はほぼ皆無な作品を作るシュヴィッタースであったが、終生の友人ハウスマンやヘッヒらを含め様々なダダイストたちと交友関係があった。
メルツは「心理学的コラージュ」とも呼ばれていた。その作品の多くはシュヴィッタースが生活の中で偶然見つけた書物や物品の端切れ（found object, ファウンド・オブジェ）が使われ、彼自身を取り囲む世界の美的感覚を首尾一貫させようという意図により作られていた。こうしたコラージュは、当時の出来事に対するウィットに富んだほのめかしになることもあった（例えばメルツ絵画のひとつ、『Merzpicture 29a, Picture with Turning Wheel』と題された1920年の作品は、時計回りにしか回らない車輪に、スパルタクス団の蜂起の後に右傾化や兵士らによる蜂起が起きた当時の社会情勢をほのめかしている）。またグラフィック・デザインの試し刷りの紙、バスの切符、友人のくれたエフェメラなどといった素材には自伝的要素も含まれている。さらに、後年のコラージュには、後にポップアートが使うことになるマスメディア好みの大衆的イメージが起用されてもいる（1947年の『En Morn』には、エドゥアルド・パオロッツィの初期作品に先立って金髪の若い女性の画像が使われている。1959年にシドニー・ジャニス・ギャラリーで行われたシュヴィッタースの回顧展を訪れたロバート・ラウシェンバーグは、展覧会を見た後「彼は僕のために全部作ってくれた気がする」とも述べており、これらから直接の影響を受けたとも見られている）。
彼は生涯にわたり「メルツ」という言葉を使い続けた。「メルツ」と呼ばれる彼の作品には、切符や印刷物や針金といったファウンド・オブジェを使ったコラージュからなる絵画（メルツ絵画）が多かった一方、アーティストブック、彫刻、音響詩、さらに後年「インスタレーション」と呼ばれる空間を使った芸術も彼は「メルツ」と呼んだ。

## メルツ芸術と国際主義

### 雑誌「メルツ」の発行

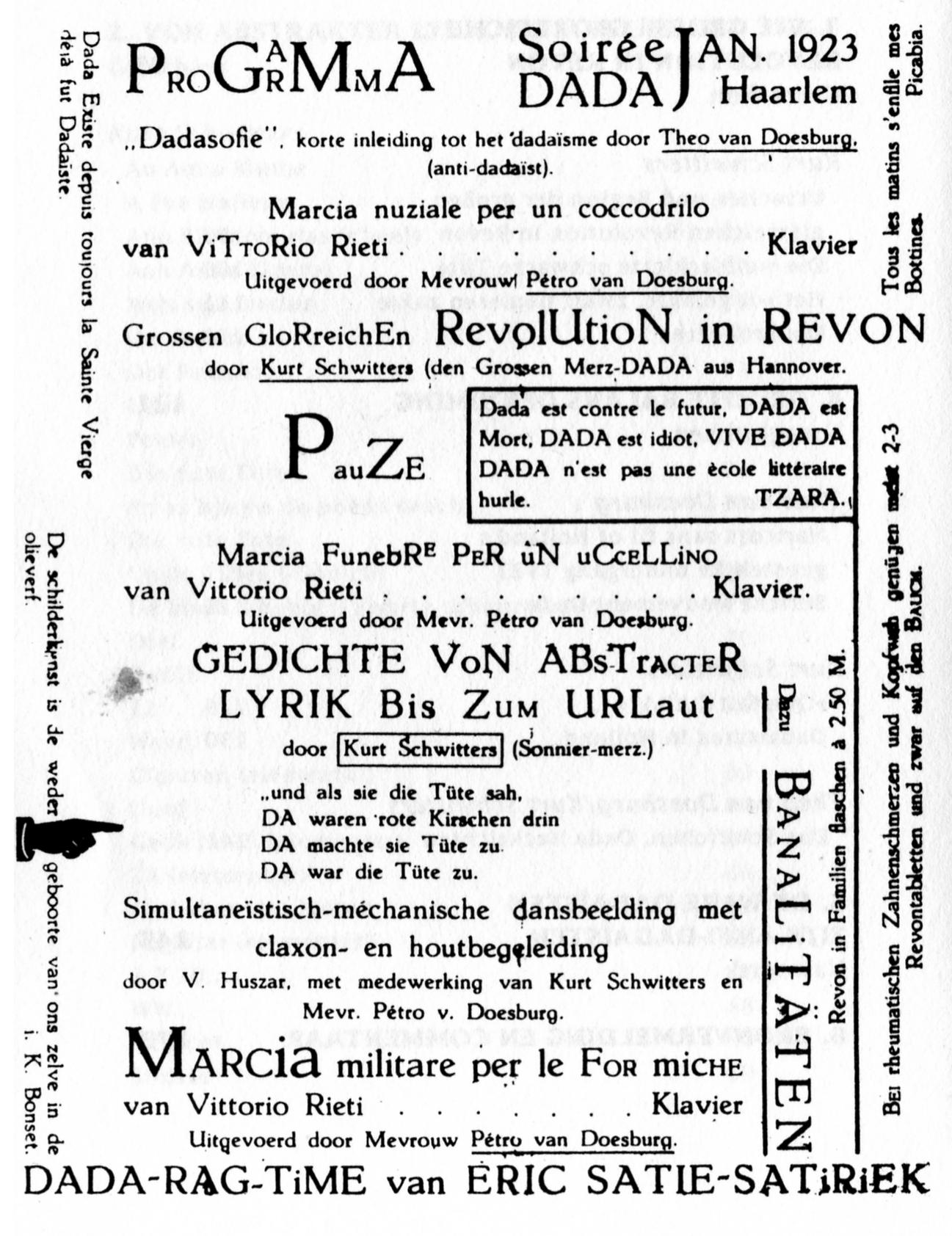
1923年のダダイスムのリサイタルのプログラム。テオ・ファン・ドースブルフによるタイポグラフィ

戦間期のドイツの政治情勢が安定しリベラルさを増してくると、シュヴィッタースの作品からはキュビスムや表現主義からの影響が薄れてくる。彼はアルプ、ハウスマン、ツァラといった国際的な前衛芸術家のメンバーたちとともにチェコスロバキア、オランダ、ドイツなど各地を回る、挑発的な内容の夕べのリサイタルと講演会とを組織した。
シュヴィッタースは、やはり『メルツ』と題した定期刊行物を1923年から1932年にかけて発行した。『メルツ』の各号はあるテーマを取り上げており、例えば1923年発行の5号はハンス・アルプの版画作品集であり、1924年の8/9号ではエル・リシツキーが編集とタイポグラフィを行い、1925年の14/15号ではシュヴィッタース、ケッテ・スタイニッツ（Käte Steinitz）、テオ・ファン・ドースブルフが「かかし」と題された子供向けの話をタイポグラフィ上の実験を交えて著した。1932年の24号（最終号）はシュヴィッタースの音響詩「ウルソナタ」（Ursonate）の最終稿を完全に転写したものがヤン・チヒョルトのタイポグラフィーにより掲載された。
この時期の彼の作品は精神の上ではモダニズムへと近づいた。政治的文脈を公然と見せることはほとんどなくすっきりした表現スタイルを見せ、ハンス･アルプやピエト・モンドリアンらの当時の作品に近づいていた。この時期のエル・リシツキーとの交友は非常に影響が大きく、メルツ絵画にも構成主義の影響が強く出た。
シュヴィッタースの生涯の親友でパトロンでもあったアメリカ人キャサリン・ドライアーの助力により、1920年以後にはアメリカ合衆国でも継続的に個展を開いた。1920年代後半にはアメリカでもよく知られたタイポグラファーとなった。最もよく知られた作品はカールスルーエのダンマーシュトック（Dammerstock）にヴァルター・グロピウスらが建設したジードルング（集合住宅）のためのカタログであろう。1924年にデア・シュトルム画廊が終わると彼はメルツヴェルベ（Merzwerbe）という広告会社を作り、バールセン（Bahlsen）のビスケットやペリカンのインキなどの広告をデザインし、1929年から1934年までのハノーファー市議会の公式タイポグラファーとなった。これらのデザインの試し刷りや校正刷りの多くは、メルツ絵画の素材とするため切り刻まれた。ヤン・チヒョルトの「Die neue Typographie」やバウハウスのヘルベルト・バイヤーのタイポグラフィの実験同様、シュヴィッタースも1927年にドイツ語の発音に基づく新たなドイツ語のアルファベット体系を提案した。そのうちのいくつかは実際に活字が鋳造され作品に使用されている。1920年代後半にはドイツ工作連盟（Deutscher Werkbund）にも加盟した。

### メルツバウ

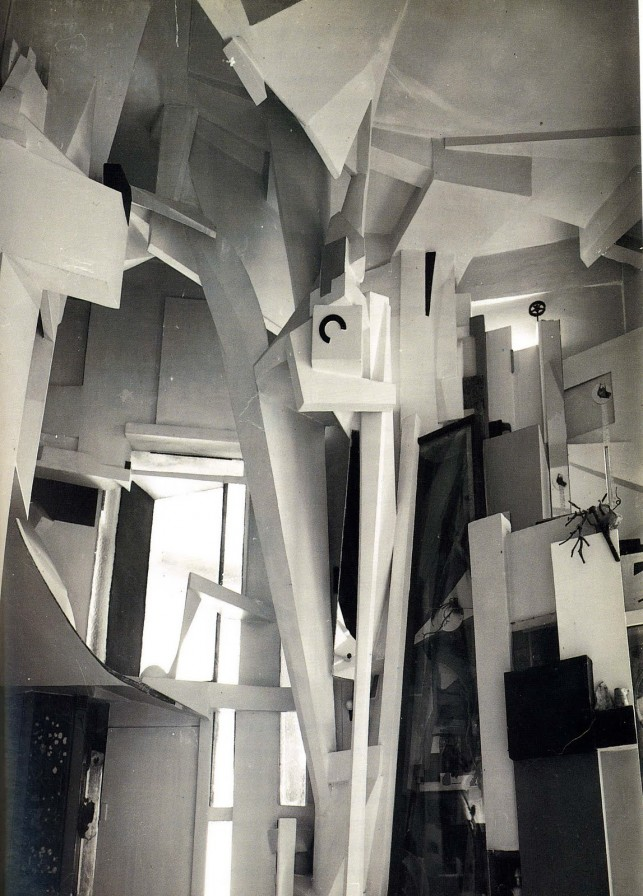
ハノーバーの『メルツバウ』（1933年）

コラージュと並行し、シュヴィッタースは建物の内装を劇的に変える作品制作も生涯を通じて行った。ハノーファーのヴァルドハウゼン通り5番地の6部屋以上あった自宅を改造した「メルツバウ」は特に有名である。1923年頃に始まったメルツバウ制作は非常にゆっくりと行われた。最初の部屋が1933年に完成し、1937年初頭にノルウェーへ亡命するまでの間に他の部屋にも拡張された。家のほとんどは人に賃貸していたため、最後のほうの拡張は一般に信じられているよりも小規模な可能性がある。シュヴィッタース自身の言によれば、1937年までにメルツバウは1階の両親の部屋2つ、バルコニー、バルコニーの下の空間、屋根裏の1部屋か2部屋、おそらく地下室の一部にまで広がった。
メルツバウの最初の頃の写真には、洞窟のような表面と様々な柱や彫刻の姿が写っている。これはダダイストの同様の作品、例えば1920年にベルリンの第1回国際ダダ・メッセで披露されたヨハネス・バーダーの『Das grosse Plasto-Dio-Dada-Drama 』を参照した可能性もある。ハンナ・ヘッヒ、ラウル・ハウスマン、ゾフィー・タウバーらの彫刻作品もインスタレーションの一部として取り込まれている。1933年にはこの部屋は彫刻空間へと変貌し、この年以後に撮られた3枚の写真では主に白色に塗られた傾斜のついた壁や柱の表面が部屋内部に向かって突出し、その表面には一連のタブロー（絵画）が広がっているのが分かる。「メルツ」21号の『Ich und meine Ziele』と題されたエッセイでは、シュヴィッタースは部屋の中に作られた一本目の柱を「エロティックな悲惨さの大聖堂」と述べていたが、1930年以後にはこの表現は使われていない。「メルツバウ」（メルツ建築）という呼び名は1933年に初出している。
メルツバウを撮った写真は、パリに本拠を置く芸術家グループの会報「abstraction-création」の1933年-1934年号に掲載され、さらに1936年にはニューヨーク近代美術館でも展示された。メルツバウは1943年の連合軍によるハノーファー空襲で消滅したが、ハノーファーのシュプレンゲル美術館ではメルツバウの最初の部屋を再現展示している。
後にシュヴィッタースは、オスロ近郊バールム市のリュサケール（Lysaker）地区にある自宅の庭に同様の環境アート『Haus am Bakken』（ハウス・アム・バッケン、傾斜の上の家）を作った。これは1940年にシュヴィッタースがノルウェーからイギリスへ亡命するまでにはほぼ完成していた。第二のメルツバウであるこの作品は戦後の1951年に焼失し写真は残っていない。最後のメルツバウはイングランド北部湖水地方のエルターウォーター（Elterwater）に作られたが、シュヴィッタースの1948年1月の死で完成しないまま残された。生活空間として使われているシュヴィッタースの環境アートはもう一つ、ノルウェー西北部のモルデ近郊にあるHjertoya島にある。これは時に「第四のメルツバウ」とも称されるが、シュヴィッタース自身がメルツバウとして言及しているのは上記の3つのみである。

### ウルソナタ
シュヴィッタースは音響詩（sound poetry）の最初期の作品、『ウルソナタ』（Ursonate、ウアソナタ、「原ソナタ」、1922年 - 1932年）の作曲および上演も手がけた。この詩はラウル・ハウスマンの詩『fmsbw』（シュヴィッタースはこれをプラハでの1921年のリサイタルで聴いた）に影響されたもので、シュヴィッタースは様々な機会にこの音響詩を上演し、1932年のメルツ最終号に、リサイタルでの上演のための記譜の最終版を掲載するまでの間絶えず書き直し拡張し続けた。

## 国外亡命

### ノルウェーからイギリスへ
ナチスが政権を握った1933年以降のドイツの政治情勢はシュヴィッタースにとって悪化する一方だった。1934年にはハノーファー市とのタイポグラフィーの契約を失い、1935年にはドイツ国内の美術館に収蔵されていた彼の作品が没収された上ナチス支持者らによる展覧会でさらし者にされた。1936年8月には親友のクリストフとルイーズのシュペンゲマン夫妻およびその息子ヴァルターがゲシュタポに逮捕され、シュヴィッタースの身辺に危機が迫った。
1937年1月2日、ゲシュタポから「話を訊きたい」と求められたシュヴィッタースはハノーファーを脱出し、1936年12月26日にドイツを出てノルウェーに行った息子エルンストのもとに合流した。妻ヘルマはハノーファーにある家屋4軒の管理のためにハノーファーに残った。
1937年7月には彼のメルツ絵画多数が押収されミュンヘンで宣伝省の主催した「退廃芸術展」で大衆の目の前に晒され、シュヴィッタースのドイツ帰還はますます困難になった。第二次世界大戦が勃発するまでの間、妻ヘルマはノルウェーのクルトのもとで年に数ヶ月間滞在している。母ヘンリエッテの80歳の誕生日と息子エルンストの婚約を祝う祝賀会が1939年6月2日にオスロで行われたが、これがシュヴィッタース夫妻が共に過ごした最後の機会になった。
シュヴィッタースはオスロ近郊のリサーカーの家での亡命生活の間、1937年から再度自宅をメルツバウに改造する作業に着手したが、1940年のドイツの北欧侵攻に伴いこれを制作途中で放棄した（1951年の火災で失われ現存しない）。ノルウェー西北部のモルデ近郊の島に所有する小屋も改造されたが、後の人々の著作にはこれもメルツバウの一種とする記述もある。この建物も1940年で放棄され、半ば朽ちた状態で残っている。
ノルウェー北部のロフォーテン諸島での短期間の避難所生活の後、ノルウェー北部にもドイツ軍が迫った1940年6月半ば、シュヴィッタースは息子と共に砕氷船フリチョフ・ナンセン号でスコットランドへと亡命した。イギリスにおいて敵国民であったシュヴィッタースはスコットランドやイングランド各地の収容所を転々とし、最後にマン島のダグラス・キャンプで1年半を過ごした。この収容所で彼はメルツ・リサイタルを定期的に開催し、「沈黙のパフォーマンス」や最初の英語による詩の朗読などを行っている。しかし収容所の他の芸術家からはある意味哀れで場違いな人物と見られていた。
1941年4月に収容所から妻ヘルマに宛てて書かれた手紙では次のように述べられている。
アメリカの美術大学・ロードアイランド・スクール・オブ・デザインのアレクサンダー・ドーナー（Alexander Dorner）からの招待状を受理したシュヴィッタースは1941年11月21日についに釈放された。彼は大戦中ロンドンにとどまった。妻ヘルマは1944年10月29日にがんで没し、クルトはその知らせを12月に受け取った。同時に、メルツバウも空襲で焼失したことを知らされた。息子がノルウェーに戻った後、シュヴィッタースは新たな伴侶イーディス・トーマスとともに1945年6月27日にロンドンを離れ湖水地方へと向かった。
1947年8月に最後のメルツバウ（「メルツバーン」、Merzbarn、メルツ納屋）の制作に取り掛かった。当初ハノーファーにあったオリジナルのメルツバウの再建を意図していたニューヨーク近代美術館の承認を得て、メルツバーンの壁の一つが現在、ニューカッスル・アポン・タインのニューカッスル大学の美術館ハットン・ギャラリーに展示されている。納屋自体は湖水地方のアンブルサイド近くのエルターウォーターに現存しており、ハットン・ギャラリーに展示されている壁のデジタル・レプリカの展示を行う「クルト・シュヴィッタース研究センター」へと改造されようとしている。

### 晩年

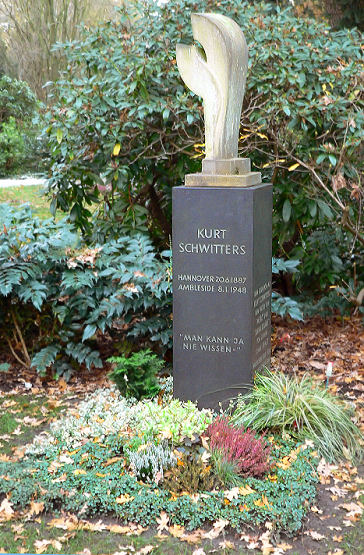
ハノーファーのシュヴィッタースの墓。1929年の彫刻作品『Die Herbstzeitlose』の大理石によるレプリカが上に載っている

国際的なモダニズム運動がヨーロッパ中で勃興するナショナリズムにより包囲された時期、ヨーロッパの前衛芸術の中心地から切り離されたシュヴィッタースの亡命期の作品は、次第に有機的な形態をとりはじめた。自然のかたちと抑えめの色が、かつて彼が多用した大量生産されたエフェメラにとってかわるようになった。1945年から1946年の『多数の部分を持つ小さなメルツ写真』（Small Merzpicture With Many Parts）は浜辺で見つけた小石や磨耗した陶器のかけらなどのオブジェを用いている。
戦後、友人の女性作家ケッテ・スタイニッツ（Käte Steinitz）は移住先のアメリカからシュヴィッタースに手紙を送り始めた。彼女は手紙の中でアメリカの消費社会の勃興を詳述し、新世界の息吹を伝えるアメリカン・コミックスのページに手紙を包んだ。彼女はこのエフェメラを用いた「メルツ」を作るよう励ましたが、この結果1947年に、ポップアートに先行するポップカルチャーを用いた絵画、『For Käte』（ケーテへ）などが制作された 。
彼は大戦後は健康問題で苦しんだ。1946年には一時的に目が見えなくなり、その他に何度も発作が起こった。シュヴィッタースはイングランド北部のケンダル（Kendal）で1948年1月8日に心臓発作で没し、アンブルサイドに埋葬された。彼の墓には何も印が置かれなかったが、1966年に「クルト・シュヴィッタース - メルツの創作者」と題された墓碑が置かれた。この墓碑は現在もアンブルサイドに記念碑として残されているが、シュヴィッタースの遺体は後にハノーファーに移されて埋葬され、1929年の彫刻作品『Die Herbstzeitlose』の大理石によるレプリカがその上に置かれている。

## 没後の影響
絵具とキャンバスを用いた伝統的な芸術の範疇を超えるシュヴィッタースの「メルツ芸術」は、戦後の現代美術の中で広く受け入れられるようになった。戦後から現在まで、ネオダダやフルクサス、ジャンク・アート、ハプニング、ポップアート、コンセプチュアル・アート、マルチメディア・アート、ポストモダンアートなどに関わった多くの芸術家、例えばエド・ルシェ、ロバート・ラウシェンバーグ、ダミアン・ハースト、アル・ハンセン、アルマンらがシュヴィッタースから大きな影響を受けたことを語っている。
その他、ミュージシャンの中にもシュヴィッタースやその作品から影響を受けた人々が多くいる。ブライアン・イーノは1977年のアルバム『ビフォア・アンド・アフター・サイエンス』に収録されている曲「Kurt's Rejoinder」の中でシュヴィッタースの『ウルソナタ』の録音をサンプリングしている。ノイズミュージシャン秋田昌美は1979年から「メルツバウ」（Merzbow）名義で世界的に活動している。劇作家マイケル・ヘイスティングスのリブレットに基づくマイケル・ナイマン作曲のオペラ『Man and Boy: Dada』（2003年）は、バスの切符の収集を巡ってロンドン滞在中のシュヴィッタースと出会い友情を育む少年を描いたフィクションである。

## 作品

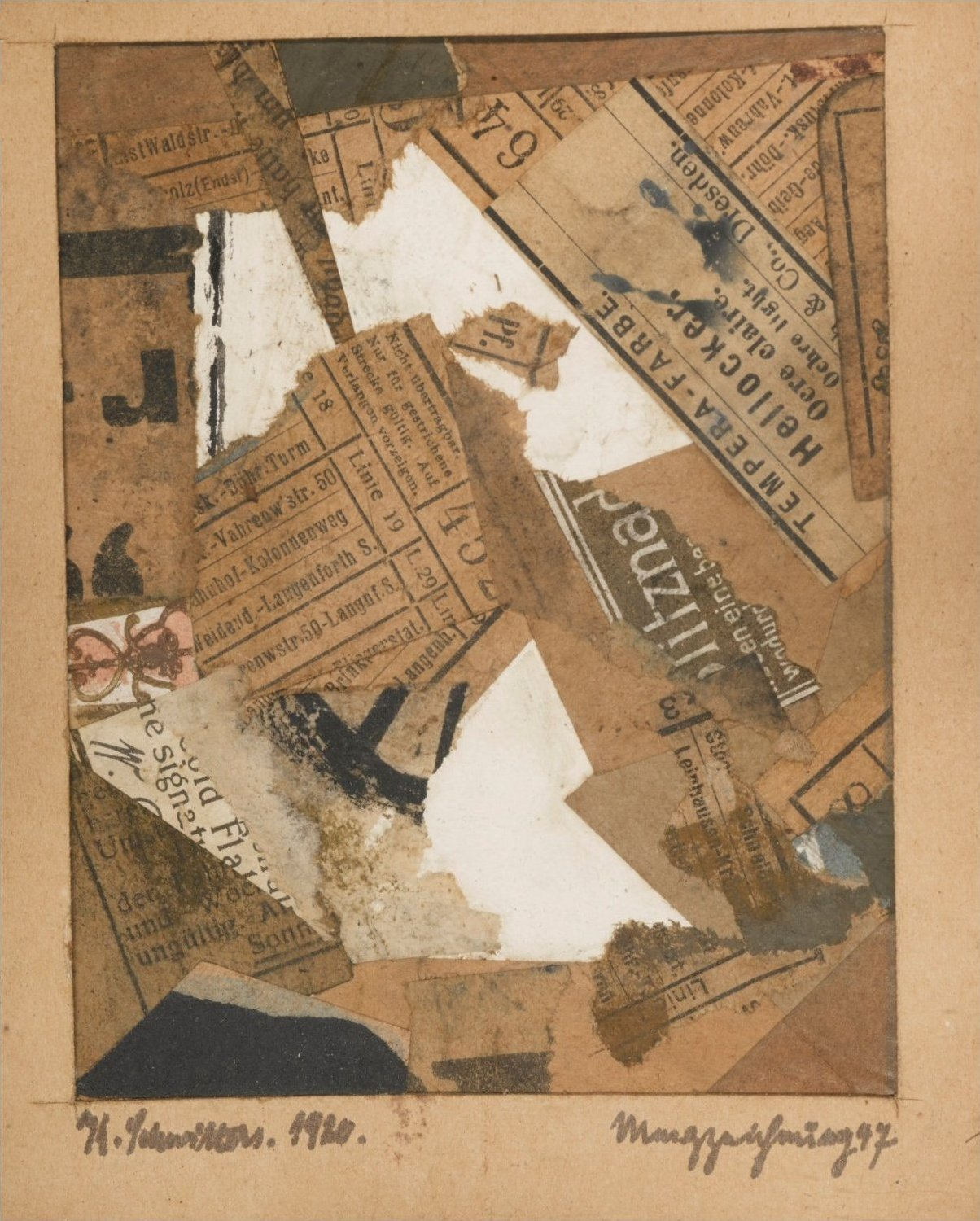
MERZZEICHNUNG 47
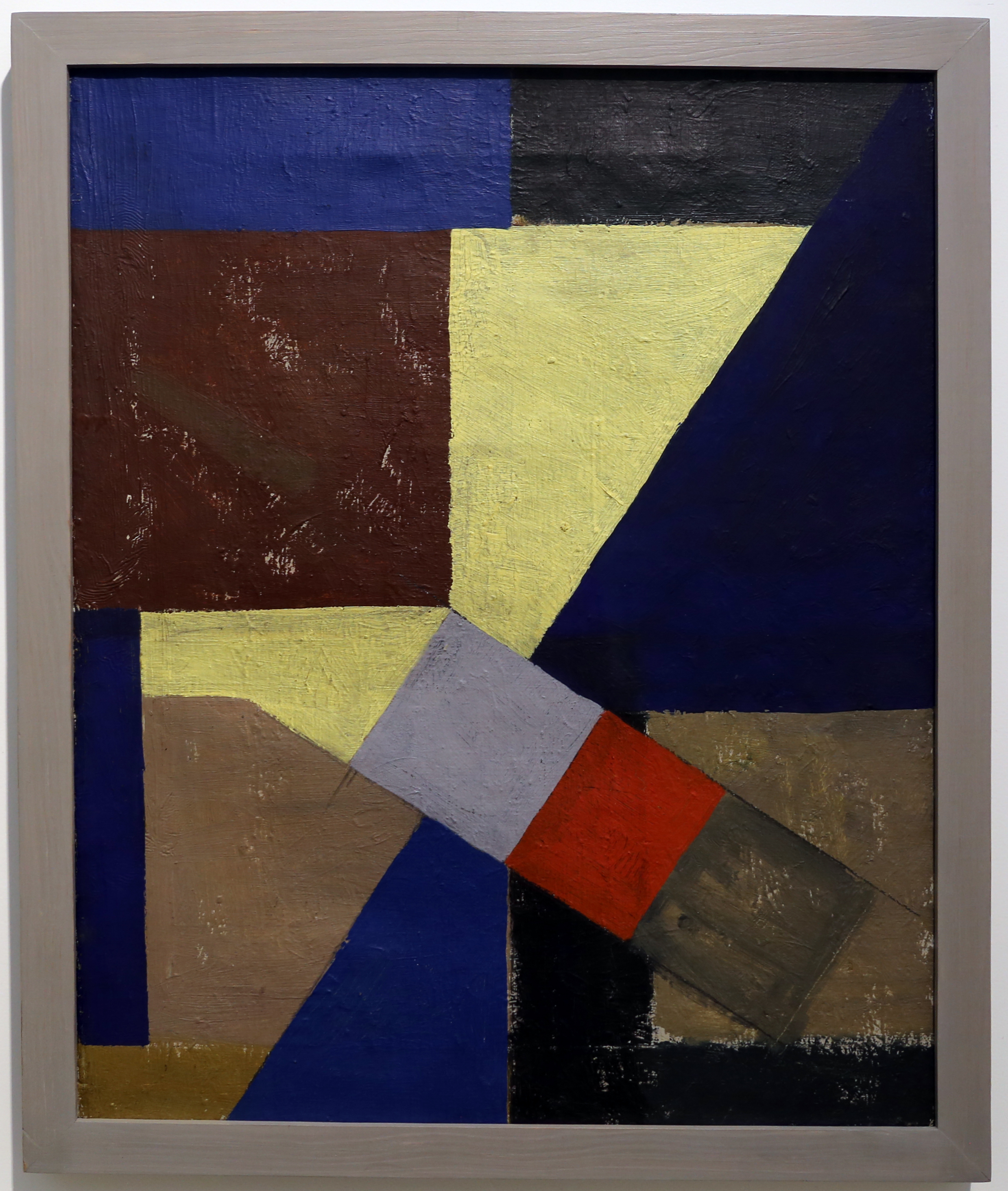
composizione astratta,(1923/1925)
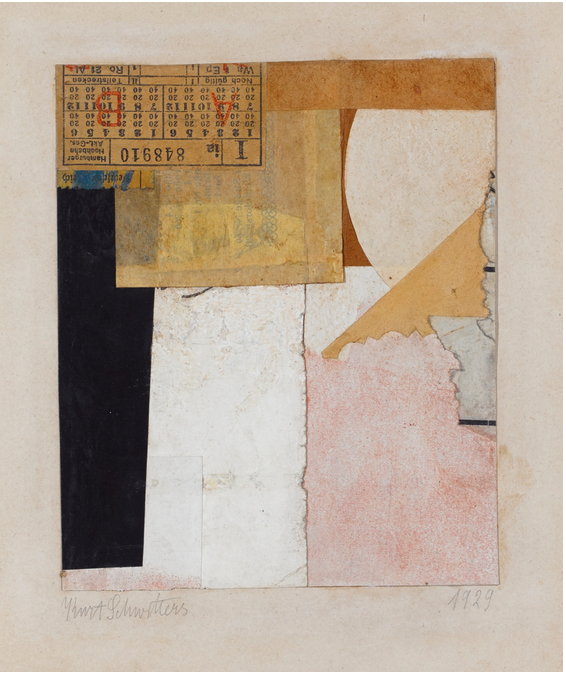
OHNE TITEL (HAMBURGER HOCHBAHN)
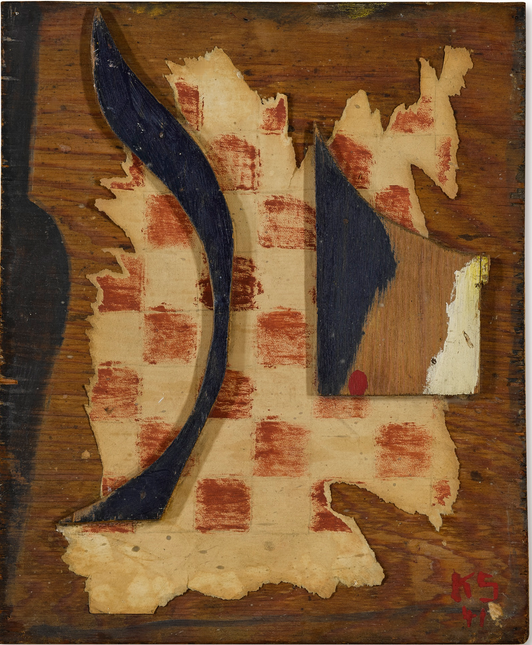
OHNE TITEL (DAS SCHACHBILD)
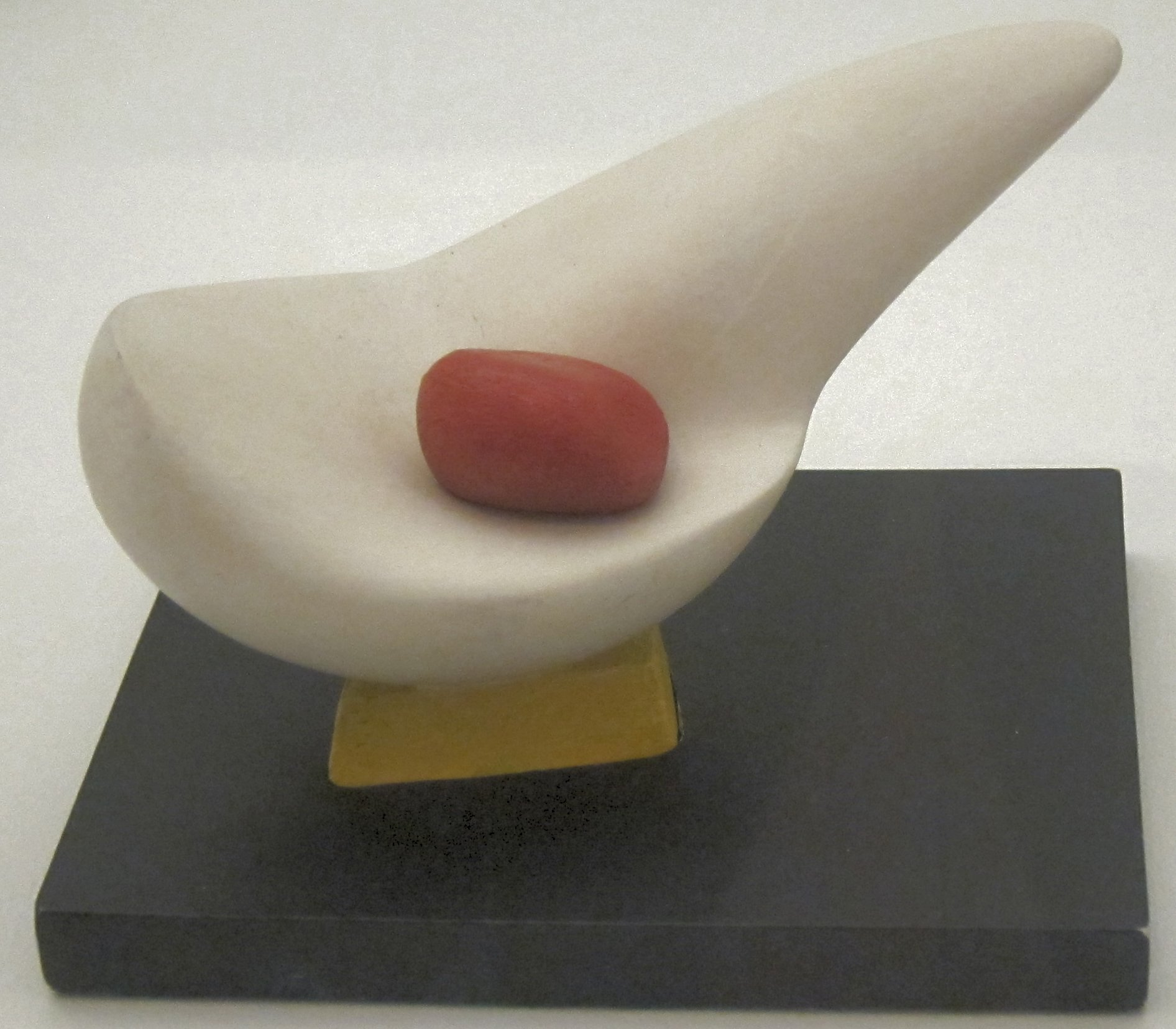
彫刻

### サウンドアート
- UbuWeb: Cut and Paste: Collage and the art of Sound by Kevin Concannon
- UbuWeb Sound Poetry: Kurt Schwitters
- Voices of Dada CD: Kurt Schwitters